# Simone Hauswald
Simone Hye-Soon Hauswald nata Denkinger (Rottweil, 3 maggio 1979) è un'ex biatleta tedesca, vincitrice di varie medaglie olimpiche e iridate.

## Biografia
In Coppa del Mondo esordì il 30 novembre 2000 a Hochfilzen/Anterselva (33ª) e ottenne la prima vittoria, nonché primo podio, il 6 dicembre 2002 a Östersund. Nella stagione 2009-2019 vinse la Coppa del Mondo di specialità di sprint.
In carriera prese parte a un'edizione dei Giochi olimpici invernali, Vancouver 2010 (26ª nella sprint, 16ª nell'inseguimento, 3ª nella partenza in linea, 3ª nella staffetta), e a sette dei Campionati mondiali, vincendo cinque medaglie.

## Palmarès

### Olimpiadi
- 2 medaglie:
  - 2 bronzi (partenza in linea[1], staffetta[1] a Vancouver 2010)

### Mondiali
- 5 medaglie:
  - 1 oro (staffetta mista[1] a Chanty-Mansijsk 2010)
  - 1 argento (sprint[1] a Pyeongchang 2009)
  - 3 bronzi (staffetta[1] a Chanty-Mansijsk 2003; staffetta[1] a Oberhof 2004; staffetta mista[1] a Pyeongchang 2009)

### Mondiali juniores
- 3 medaglie:
  - 2 ori (individuale a Jericho/Valcartier 1998; staffetta a Pokljuka 1999)
  - 1 argento (individuale a Pokljuka 1999)

### Coppa del Mondo
- Miglior piazzamento in classifica generale: 2ª nel 2010
- Vincitrice della Coppa del Mondo di sprint nel 2010
- 32 podi (16 individuali, 16 a squadre), oltre a quelli ottenuti in sede olimpica e iridata e validi anche ai fini della Coppa del Mondo:
  - 13 vittorie (7 individuali, 6 a squadre)
  - 11 secondi posti (3 individuali, 8 a squadre)
  - 8 terzi posti (6 individuali, 2 a squadre)

#### Coppa del Mondo - vittorie

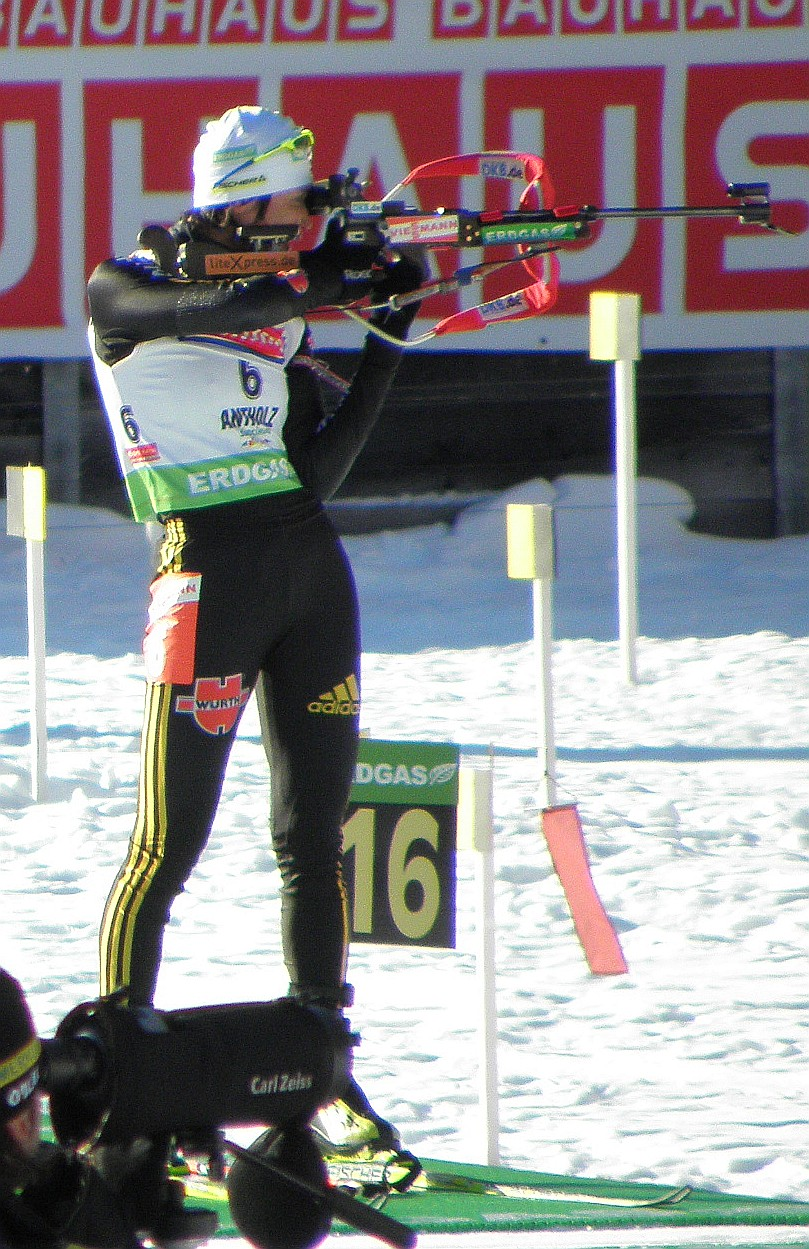
Simone Hauswald in gara ad Anterselva nel 2010

| Data             | Località           | Nazione  | Spec.                                                     |
| ---------------- | ------------------ | -------- | --------------------------------------------------------- |
| 6 dicembre 2002  | Östersund          | Svezia   | RL (con Katrin Apel, Uschi Disl e Kati Wilhelm)           |
| 14 gennaio 2004  | Ruhpolding         | Germania | RL (con Uschi Disl, Katrin Apel e Kati Wilhelm)           |
| 9 dicembre 2007  | Hochfilzen         | Austria  | RL (con Martina Beck, Andrea Henkel e Kati Wilhelm)       |
| 3 gennaio 2008   | Oberhof            | Germania | RL (con Andrea Henkel, Kathrin Hitzer e Kati Wilhelm)     |
| 12 dicembre 2008 | Hochfilzen         | Austria  | SP                                                        |
| 21 dicembre 2008 | Hochfilzen         | Austria  | RL (con Andrea Henkel, Magdalena Neuner e Kathrin Hitzer) |
| 11 marzo 2009    | Vancouver Whistler | Canada   | IN                                                        |
| 29 marzo 2009    | Chanty-Mansijsk    | Russia   | MS                                                        |
| 6 dicembre 2009  | Östersund          | Svezia   | RL (con Martina Beck, Andrea Henkel e Kati Wilhelm)       |
| 8 gennaio 2010   | Oberhof            | Germania | SP                                                        |
| 18 marzo 2010    | Oslo Holmenkollen  | Norvegia | SP                                                        |
| 20 marzo 2010    | Oslo Holmenkollen  | Norvegia | PU                                                        |
| 21 marzo 2010    | Oslo Holmenkollen  | Norvegia | MS                                                        |

Legenda:

SP = sprint

PU = inseguimento

MS = partenza in linea

IN = individuale

RL = staffetta